# Боги и генералы
«Боги и генералы» (англ. Gods and Generals) — исторический кинофильм, по мотивам одноимённого произведения Джеффа Шаары о Гражданской войне в США. Приквел фильма «Геттисберг» (англ. Gettysburg, 1993). Премьерный показ состоялся 10 февраля 2003 года.

## Сюжет
Широкое эпическое полотно о начале Гражданской войны между Севером и Югом, рассказ о сражениях при Манассасе, Энтитеме, Фредериксберге и Чанселлорсвилле. Основное действие разворачивается вокруг армии конфедератов и её генерала Джексона, удостоившегося прозвища «Каменная Стена».

## В ролях
| Актёр         | Роль                                    |
| ------------- | --------------------------------------- |
| Роберт Дюваль | Роберт Эдвард Ли                        |
| Стивен Лэнг   | Томас Джонатан «Каменная Стена» Джексон |
| Джефф Дэниэлс | Джошуа Чемберлейн                       |
| Мира Сорвино  | Фанни Чемберлейн                        |
| Тед Тёрнер    | полковник Уоллер Паттон                 |

## Критика

### Критический приём
«Rotten Tomatoes» указывает рейтинг одобрения 8% на основе 121 отзыва со средней оценкой 3,60/10. Metacritic дает фильму 30 баллов из 100 на основе 29 обзоров, что указывает на «в целом отрицательные отзывы». Кинокритик Роджер Эберт дал фильму 1,5 из 4 звезд. Он описал его как «фильм о Гражданской войне, который мог бы понравиться Тренту Лотту», и сказал: "Если бы Вторая мировая война шла так, плата была бы огромной". Максвелл говорил, что решение обрезать фильм для проката в кинотеатрах стала причиной его провала, заявив: «Поскольку нам пришлось вырезать много, я должен признаться, что повествование стало таким бессвязным, что мы просто не могли ничего полностью исправить."

Питер Брэдшоу из The Guardian назвал этот фильм "невероятно скучным и плохо сыгранным". Джейми Рассел из BBC писал:
Этот тяжеловесный спектакль, длящийся 231 минуту (со столь необходимым антрактом на полпути), выглядит дешевым и грязным, как малобюджетный телефильм, что не может замаскировать даже присутствие таких звёзд, как Дюваль (недостаточно использованный) и Джефф Дэниелс (неубедительный).

Однако более тревожным, чем малобюджетность, является готовность Максвелла отретушировать реалии рабства, чтобы прославить ошибочно героическую битву Юга за «свободу». Подменять политику грубыми банальностями в «Богах и генералах» — монументальная глупость. 

### Реакция историков
«Боги и генералы» широко рассматриваются как воплощение идеологии «проигранного дела Конфедерации» — исторического мифа, представляющего действия конфедератов правильными и не сосредоточенными лишь на широко распространённом на юге США рабстве; таким образом создавая презентацию, более благоприятную для Конфедерации. Историк Стивен Вудворт (англ. Steven Woodworth) в своей статье, опубликованной в 2011 году в журнале "Journal of the American History" высмеивал фильм как современное повествование о мифологии «проигранного дела». Вудворт назвал фильм «самым проконфедеративным фильмом со времен „Рождения нации“, настоящим целлулоидным праздником рабства и измены» (англ. the most pro-Confederate film since Birth of a Nation, a veritable celluloid celebration of slavery and treason). Резюмируя причины своей неприязни к фильму, Вудворт пишет:

«Боги и генералы» выводят на большой экран основные темы мифологии «Проигранного дела», над решением которых профессиональные историки работают уже полвека. В мире фильма рабство не имеет ничего общего с делом Конфедерации. Вместо этого конфедераты благородно борются за свободу, а не против неё, о чём снова и снова напоминают зрителям один персонаж-белый южанин за другим.
Оригинальный текст (англ.)Gods and Generals brings to the big screen the major themes of Lost Cause mythology that professional historians have been working for half a century to combat. In the world of Gods and Generals, slavery has nothing to do with the Confederate cause. Instead, the Confederates are nobly fighting for, rather than against, freedom, as viewers are reminded again and again by one white southern character after another.

Вудворт раскритиковал изображение рабов как «в целом довольных» своим положением. Он также критикует относительное невнимание к мотивам солдат Союза, сражающихся на войне. Он ругает фильм за то, что он якобы подразумевает, в согласии с мифологией «проигранного дела», что Юг был более "искренне христианским". Вудворт заключает, что фильм из-за «судебного упущения» представляет «искаженное представление о гражданской войне».
Историк Уильям Фейс (англ. William Feis) аналогичным образом раскритиковал решение режиссёра «отстаивать более упрощенные и очищенные интерпретации, найденные в послевоенной мифологии „Проигранного дела“». В своей статье для Южного юридического центра по борьбе с бедностью (англ. Southern Poverty Law Center) Джордж Эверт написал, что фильм «является частью растущего движения, которое стремится переписать историю американского Юга, преуменьшая значение рабства и экономической системы, которую оно поддерживало». Эверт также отметил, что группы сторонников превосходства белой расы, такие как Лига Юга, высоко оценили фильм.
Некоторые консервативные политические обозреватели защищали фильм. Дэниел Маккарти (англ. Daniel McCarthy), ведущий блог LewRockwell.com либертарианской направленности, похвально высказался об оторбражении Юга в фильме. Консервативная активистка Филлис Шлэфли назвала его «эпическим фильмом, в котором представлена правдивая история, а не вымысел или политкорректный ревизионизм» и продвигала его как контрнарратив на уроках истории в государственных школах. Издание "The American Enterprise" назвало его «не только лучшим фильмом о Гражданской войне, когда-либо созданным, но и лучшим американским историческим фильмом».

### Реакция автора книги
Автору Джеффу Шааре изначально понравился фильм, но позже он сказал, что был разочарован тем, что он не был похож на книгу. Он сказал: «Он очень отличается, он радикально отличается от книги. В фильме есть персонажи, которых нет в книге, и очень много персонажей в книге, которые так и не попали в фильм. Это просто совершенно другая история, и я должен вам сказать, что я слышал буквально от тысяч людей через мой веб-сайт, и я получаю электронные письма каждый день и стараюсь быть как можно более доступным, и подавляющий процент тех, кто написал мне, сказал:« Как вы могли позволить им так испортить вашу книгу? У меня нет ответа на это, потому что у меня не было контроля или власти изменить то, что появилось на экране».

### Реакция зрителей
Рейтинг на IMDb составляет 6,2 из 10 при 17 тыс. оценках. На КиноПоиске рейтинг составляет 6,4 при 826 оценках. На Rotten Tomatoes рейтинг зрителей составляет 64% при 5000 оценках, на Metacritic - 5.3 при 42 оценках. На Letterboxd рейтинг составляет 2.59 при 2568 оценках.

## Интересные факты

Паровоз «Уильям Мейсон»

- В фильме снялся паровоз «Уильям Мейсон» 1856 года постройки, то есть «живой свидетель» Гражданской войны.
- Боб Дилан специально для фильма написал и исполнил песню «Cross the Green Mountain»
- Телемагнат Тед Тёрнер снялся в роли полковника армии Конфедерации Паттона. Он был одет в один из костюмов, использовавшихся при съёмках фильма «Геттисберг»[17].
- Стивен Лэнг принимал участие в съёмках обеих картин — «Боги и генералы» и «Геттисберг», сыграв двух известных генералов конфедератов — Томаса Джексона и Джорджа Пикетта.
- Джефф Дэниэлс и Си Томас Хауэлл также принимали участие в съёмках обеих картин — «Боги и генералы» и «Геттисберг», сыграв двух родных братьев: Джошуа Лоуренса Чемберлена и Томаса Чемберлена.
- Исполнитель роли генерала Ли Роберт Дюваль по линии матери является прямым потомком генерала.